# Piero Sicoli
| Odkryte planetoidy: 43 | Odkryte planetoidy: 43 |
| ---------------------- | ---------------------- |
| (6882) Sormano         | 5 lutego 1995          |
| (8106) Carpino         | 23 grudnia 1994        |
| (8208) Volta           | 28 lutego 1995         |
| (8209) Toscanelli      | 28 lutego 1995         |
| (8935) Beccaria        | 11 stycznia 1997       |
| (9111) Matarazzo       | 28 stycznia 1997       |
| (9115) Battisti        | 27 lutego 1997         |
| (10387) Bepicolombo    | 18 października 1996   |
| (11145) Emanuelli      | 29 sierpnia 1997       |
| (11652) Johnbrownlee   | 7 lutego 1997          |
| (11970) Palitzsch      | 4 października 1994    |
| (12410) Donald Duck    | 26 września 1995       |
| (13158) 1995 UE        | 17 października 1995   |
| (14024) Procol Harum   | 9 września 1994        |
| (14103) Manzoni        | 1 października 1997    |
| (15379) Alefranz       | 29 sierpnia 1997       |
| (16749) Vospini        | 16 sierpnia 1996       |
| (17614) 1995 UT7       | 27 października 1995   |
| (18556) Battiato       | 7 lutego 1997          |
| (19398) Creedence      | 2 marca 1998           |
| (22500) Grazianoventre | 26 lipca 1997          |
| (26197) Bormio         | 31 marca 1997          |
| (31244) 1998 DG11      | 19 lutego 1998         |
| (32931) Ferioli        | 26 września 1995       |
| (32944) Gussalli       | 19 listopada 1995      |
| (33049) 1997 UF5       | 25 października 1997   |
| (35316) Monella        | 11 stycznia 1997       |
| (35334) Yarkovsky      | 31 marca 1997          |
| (39653) Carnera        | 17 października 1995   |
| (43956) Elidoro        | 31 marca 1997          |
| (43957) Invernizzi     | 7 lutego 1997          |
| (43993) Mariola        | 26 lipca 1997          |
| (46691) Ghezzi         | 30 stycznia 1997       |
| (48640) Eziobosso      | 17 października 1995   |
| (48643) Allen-Beach    | 20 października 1995   |
| (55810) Fabiofazio     | 4 października 1994    |
| (59087) Maccacaro      | 15 listopada 1998      |
| (69573) 1998 BQ26      | 28 stycznia 1998       |
| (69961) Millosevich    | 15 listopada 1998      |
| (96583) 1998 VG34      | 15 listopada 1998      |
| (155410) 1996 CE2      | 15 lutego 1996         |
| (173146) 1995 UM       | 17 października 1995   |
| (219091) 1998 RF3      | 15 września 1998       |
| 1. 2. 3. 4. 5. 6.      |                        |

Piero Sicoli (ur. 1954) – włoski astronom amator, współodkrywca 43 planetoid. Pracował w Osservatorio Astronomico Sormano w pobliżu Como.
W uznaniu jego pracy planetoida (7866) Sicoli została nazwana jego nazwiskiem.